# Imperadores da Parquelândia
Associação Cultural Imperadores da Parquelândia é uma escola de samba que desfila em Fortaleza. Em 2009 a escola de samba desfilou com um enredo sobre Amazônia ficando em 3° lugar na classificação geral.

## Carnavais
| Ano  | Colocação | Grupo | Enredo                             | Carnavalesco | Ref.  |
| ---- | --------- | ----- | ---------------------------------- | ------------ | ----- |
| 1999 |           | 1     | Liberdade                          |              | [ 2 ] |
| 2001 |           | 1     | A feira do artesão                 |              | [ 2 ] |
| 2003 |           | 1     | Senzala em festa                   |              | [ 2 ] |
| 2005 | 5º lugar  | 1     |                                    |              |       |
| 2009 | 3° lugar  | Único | "Amazônia, A Luta Vai Continuar"   |              |       |
| 2010 |           | Único | "Academia Brasileira de Letras"    |              |       |
| 2011 |           | Único | "O Rei do Cangaço"                 |              |       |
| 2012 |           | Único | "Academia Brasileira de Letras"    |              |       |
| 2013 |           | Único | "Chico da Matilde - Dragão do Mar" |              |       |